# Palacio de Mateus
El Palacio de Mateus (en portugués: Palacio de Mateus, Solar de Mateus o Casa de Mateus) es un palacio situado en la parroquia civil de Mateus en el municipio de Vila Real, Portugal.
El Palacio de Mateus fue mandado construir en la primera mitad del siglo XVIII por el tercer Mayorazgo de Mateus, António José Botelho Mourão. La casa fue siempre administrada por la familia Sousa Botelho. El proyecto para la construcción de este palacio, de estilo barroco estuvo a cargo Nicolau Nasoni, notable arquitecto italiano.

## Edificio
El edificio está construido siguiendo una planta rectangular abierta hacia el oeste, bloqueada por un edificio que delimita un patio principal y detrás de un cuadrilátero privado.
Entre la entrada y el patio, un estanque ornamental, rodeado de árboles, sirve de espejo.
El patio, abierto en forma de U, está cerrado por una balaustrada. Entre las alas, el patio está cerrado por una estructura transversal decorada de un frontón blasonado, rodeado por dos estatuas de guardias de estilo barroco.
Su decoración interior incluye algunos techos de madera de castaño intrincadamente tallada, muebles de varias épocas, pinturas de los siglos XVII y XVIII y una biblioteca con numerosos libros. En las estancias se pueden ver pinturas al óleo, muebles de época, platos y jarrones orientales, etc. En las inmediaciones del palacio se construyó una iglesia-capilla del mismo diseño y estilo barroco.

## Jardines
El palacio también es conocido por sus grandes jardines, donde destaca el lago, el cual actúa de piscina reflectante.
Partes del jardín se plantaron en el siglo XVIII, se modificaron en 1870 y se ampliaron en 1930. En las décadas de 1950 y 1960, el área del jardín se modificó ampliamente y se añadió el lago para que actuara como un espejo que reflejara la casa solariega. 
En la década de 1970 se añadió una densa plantación de castaños y robles. 
La escultura de mármol una mujer "durmiendo" (ninfa) en el agua fue creada por João Cutileiro e instalada en 1981.

## Galería

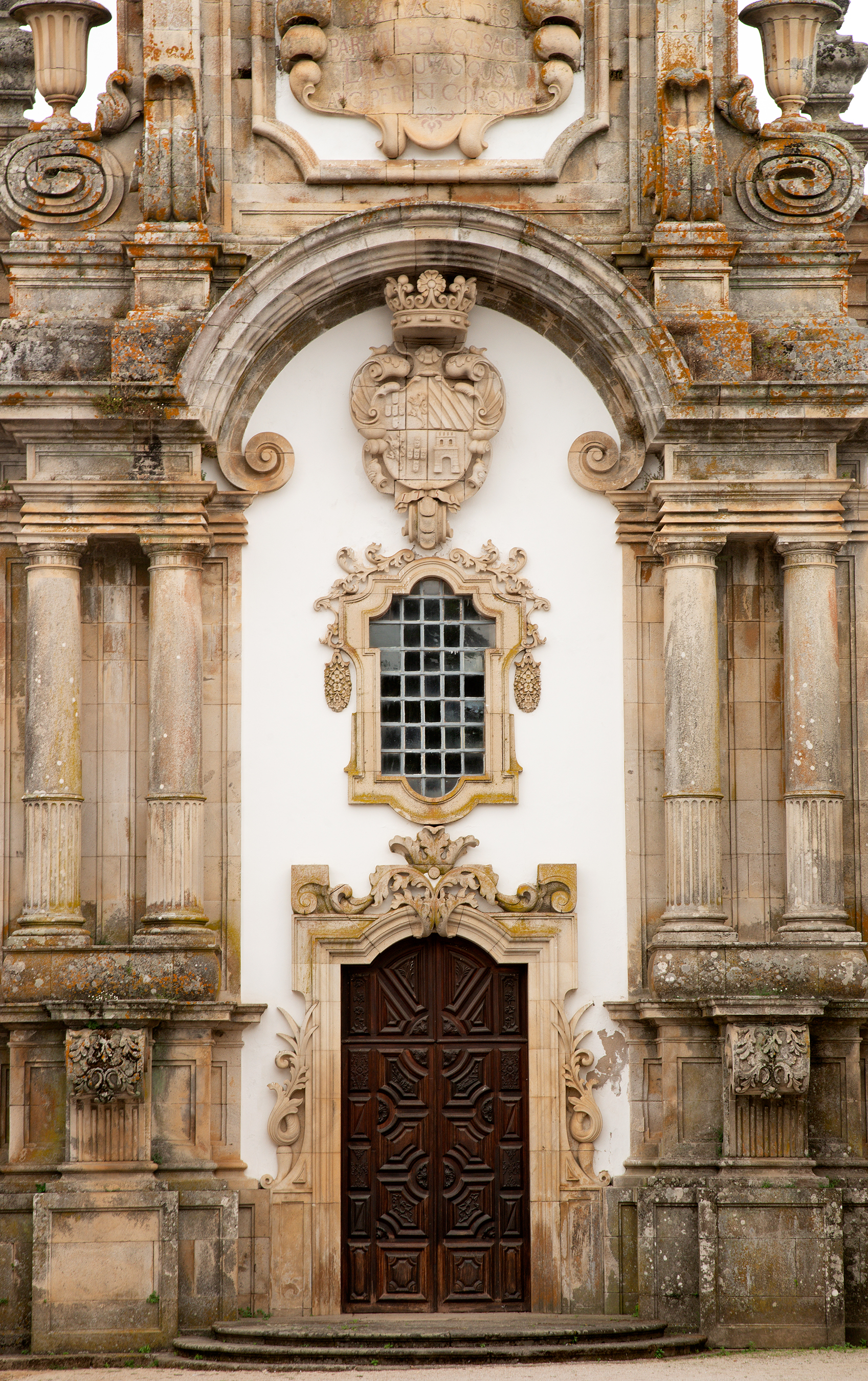
Capilla
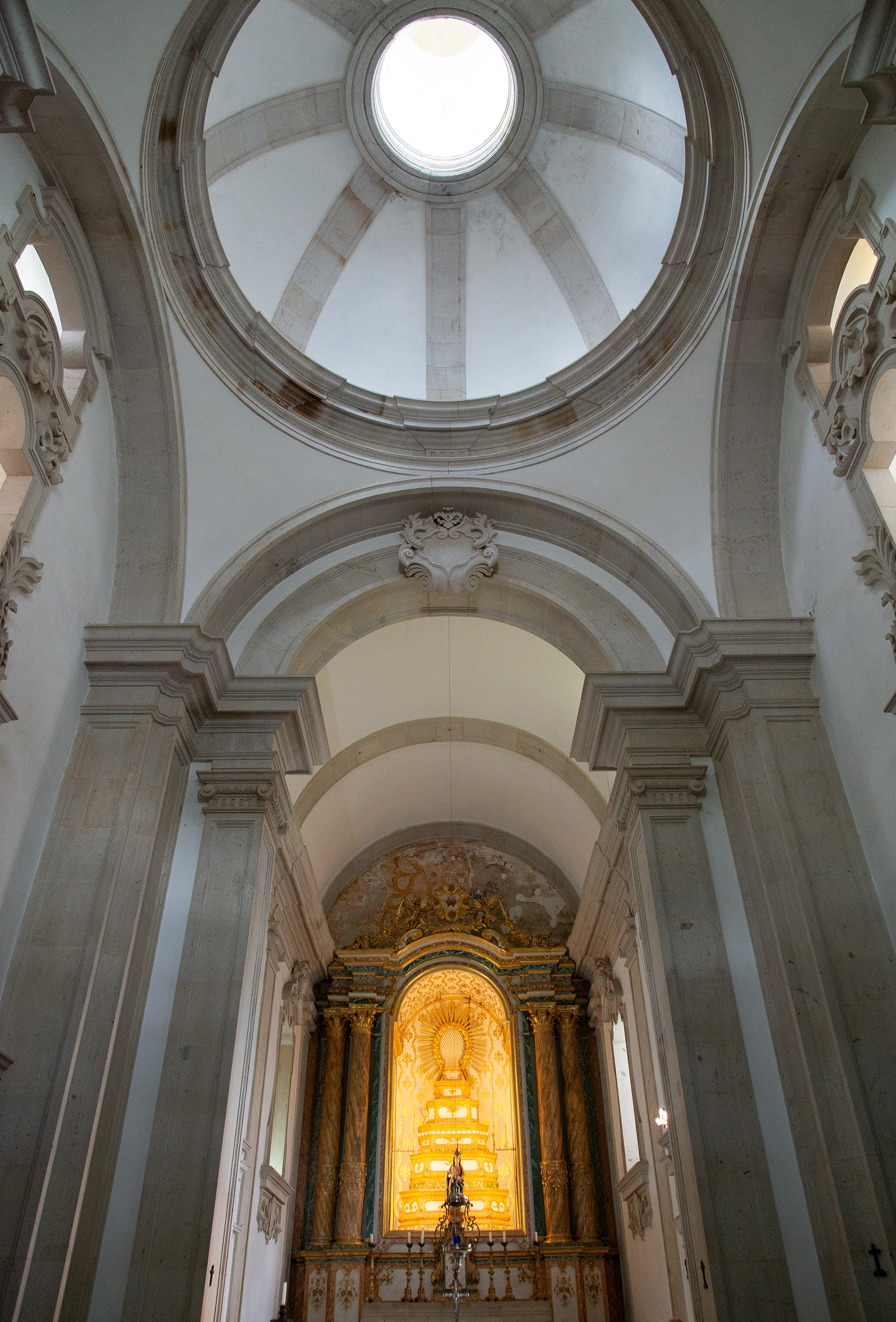
Capilla
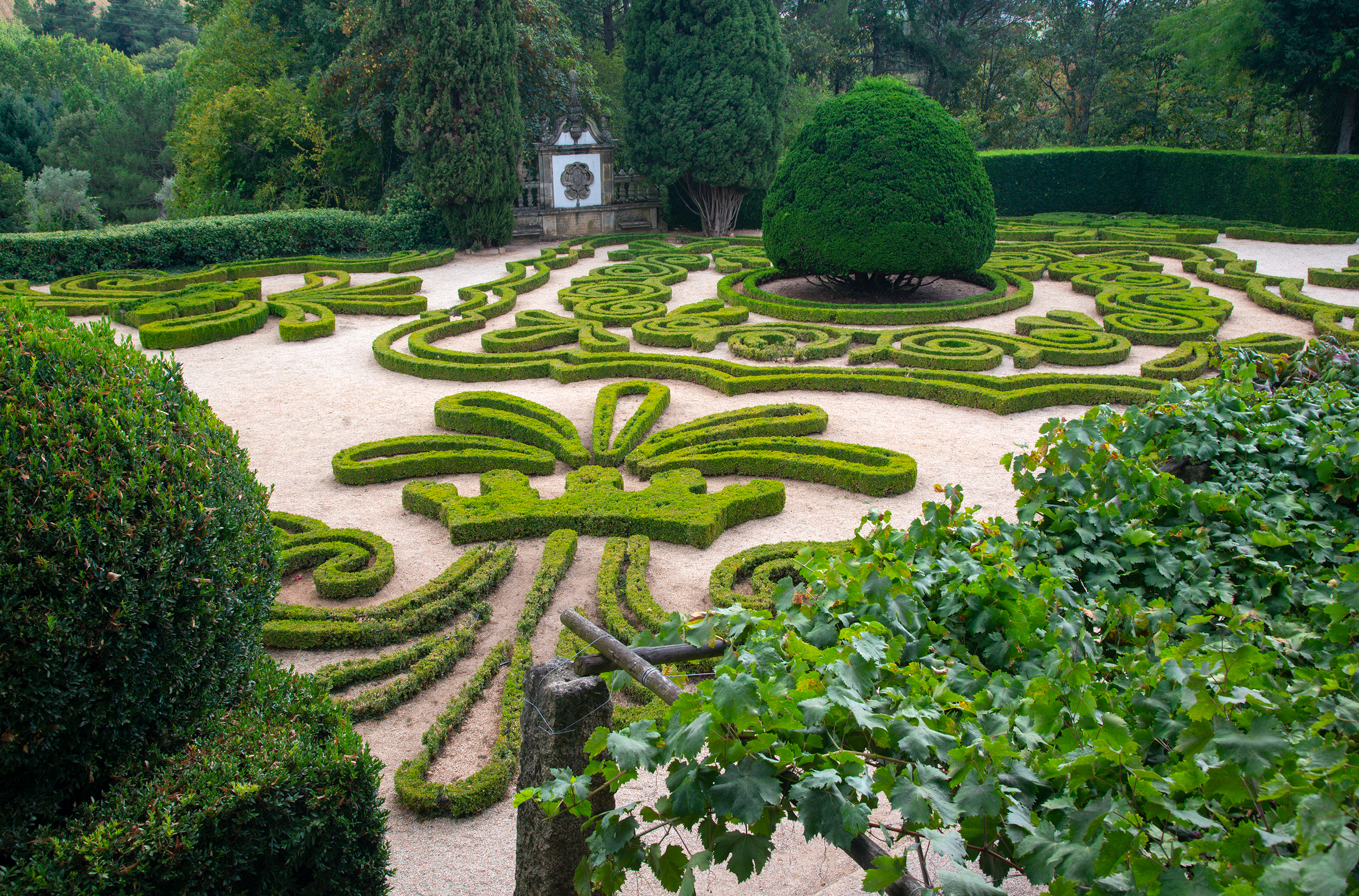
Parque
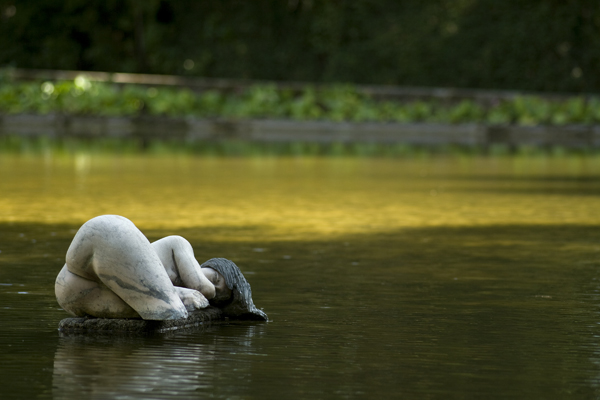
Estatua de ninfa (João Cutileiro)